# الدوري السلوفيني لكرة اليد 2011–12
الدوري السلوفيني لكرة اليد 2011–12 هو موسم من الدوري السلوفيني لكرة اليد. فاز فيه نادي جورينيه فيلينيه لكرة اليد.